# Lexus GX
Le Lexus GX est un SUV du constructeur automobile japonais Lexus lancé en 2002.
La première génération est commercialisée en 2002, la seconde en 2009 et la 3e en 2023.

## Première génération (2002 - 2009)
Cette voiture est identique au Toyota Land Cruiser Prado 120, qui n'est pas vendu sous ce nom sur le marché nord-américain.

### Motorisations
- Moteur 4.7 (4664 cm³, 285 cu in) 2UZ-FE V8

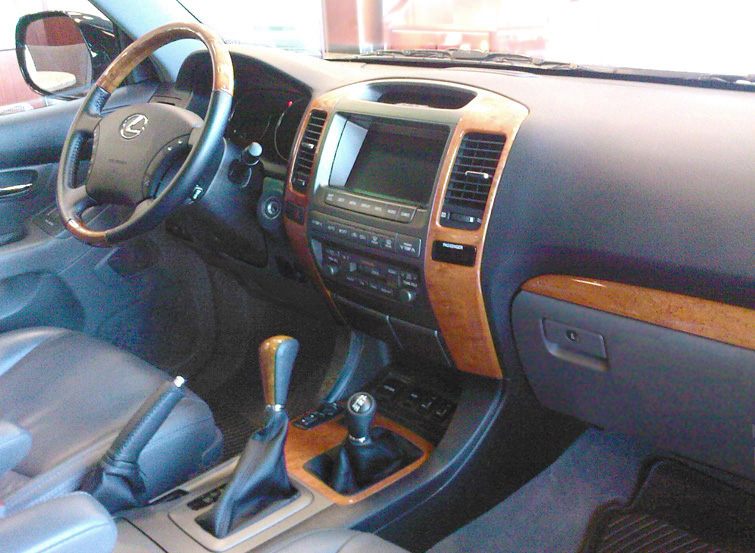

## Deuxième génération (2009-2023)
Le Lexus GX est vendu dès l'automne 2009 et remplacée par une nouvelle génération en 2023.

## Troisième génération (2023-)
La troisième génération de Lexus GX est présentée à Austin, aux États-Unis, le 8 juin 2023.

### Finitions
- Signature[3]
- Premium
- Overtrail
- Overtrail+
- Luxury
- Executive